# Метрополітен Ченду
Метрополітен Ченду (кит.: 成都地铁) — система ліній метро в місті Ченду, Сичуань, КНР. Метрополітен відкрився 27 вересня 2010 року. Переважна більшість станцій в місті підземна (естакадних 9), всі станції обладнані скляними дверима що відділяють платформу від потяга. В системі використовуються шестивагонні потяги, що живляться від повітряної контактної мережі.

## Історія
Перші плани будівництва метро в місті з'явилися у середині 1990-х, але до середини 2000-х центральний уряд відмовляв у фінансуванні провінційних метрополітенів. Тому будівництво метрополітену почалося лише 28 грудня 2005 року. Початкова ділянка «Shengxian Lake»—"Century City" відкрита у 2010 році складалася з 16 станцій та 18,5 км (Лінія 1).

### Хронологія подальшого розвитку

Хронологія відкриття ліній та станцій

- 16 вересня 2012 — відкрилася початкова ділянка Лінії 2, складалася з 20 станцій та 22,4 км.
- 8 червня 2013 — розширення Лінії 2 на 6 станцій та 8,7 км. Ще 1 станція на діючій ділянці Лінії 1.
- 26 жовтня 2014 — розширення Лінії 2 на 6 станцій та 11,1 км.
- 25 липня 2015 — розширення Лінії 1 на 5 станцій та 5,4 км.
- 26 грудня 2015 — відкрилася початкова ділянка Лінії 4, складалася з 16 станцій та 22,1 км.
- 31 липня 2016 — відкрилася початкова ділянка Лінії 3, складалася з 17 станцій та 20,3 км.
- 2 червня 2017 — розширення Лінії 4 на 14 станцій та 21 км.
- 6 вересня 2017 — відкрилася початкова ділянка Лінії 10, складалася з 6 станцій та 10,9 км.
- 6 грудня 2017 — відкрилися всі станції кільцевої лінії.
- 18 березня 2018 — розширення Лінії 1 на 13 станцій та 16,9 км.
- 26 грудня 2018 — розширення Лінії 3 на 20 станцій та 29,5 км.

## Лінії

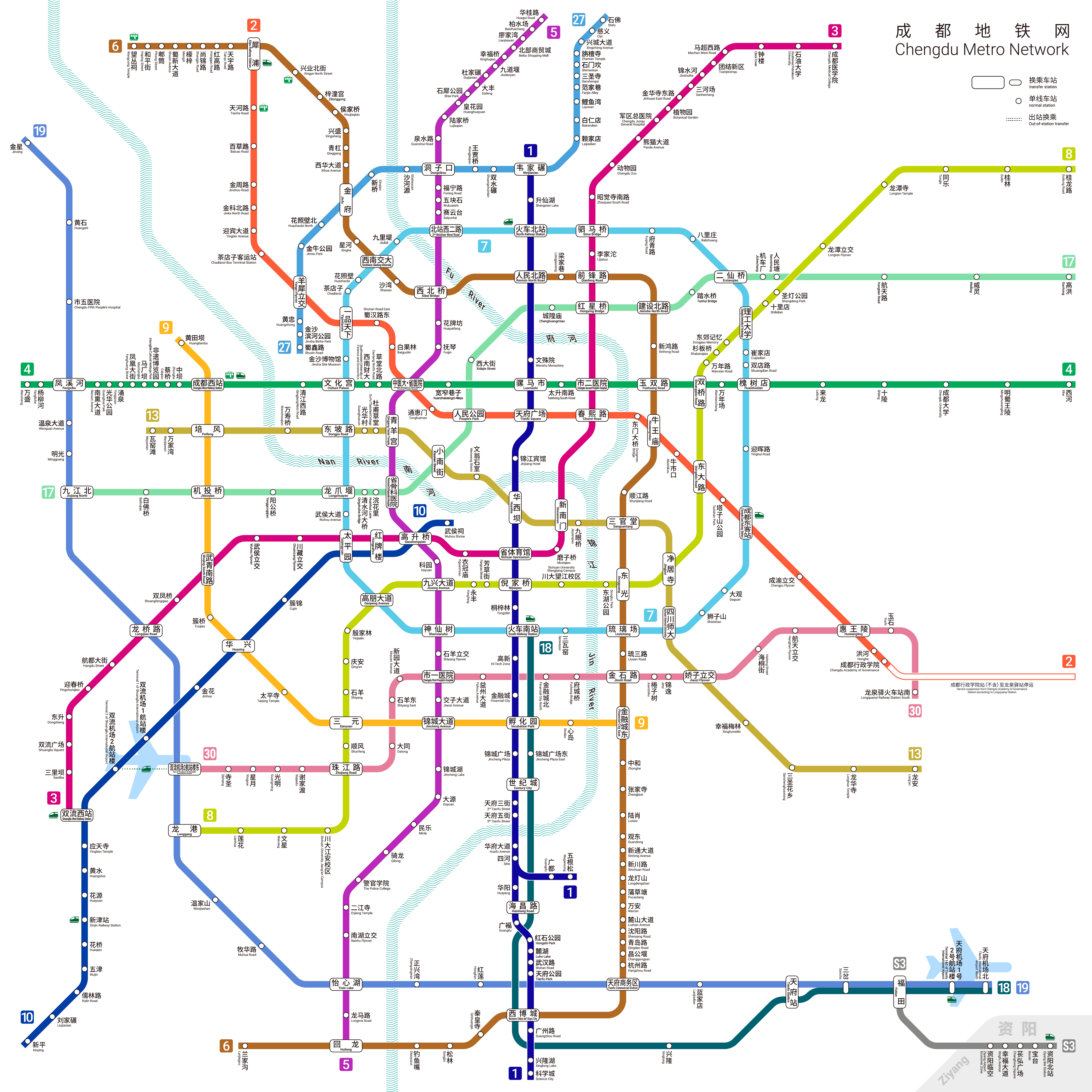
Карта лінії метрополітен Ченду

| № Лінії | Дата відкриття  | Останнє продовження | Кількість станцій | Кінцеві станції                                            | Довжина в км | Кількість підземних станцій |
| ------- | --------------- | ------------------- | ----------------- | ---------------------------------------------------------- | ------------ | --------------------------- |
| (1)     | 27 вересня 2010 | 18 березня 2018     | 35                | «Weijianian»—«Science City» з відгалуженням до «Wugensong» | 39,9         | 35                          |
| (1)     | 16 вересня 2012 | 26 жовтня 2014      | 32                | «Xipu»—«Longquanyi»                                        | 42,3         | 28                          |
| (1)     | 31 липня 2016   | 26 грудня 2018      | 37                | «Chengdu Junqu General Hospital»—«Taipingyuan»             | 49,9         | 34                          |
| (1)     | 26 грудня 2015  | 2 червня 2017       | 30                | «Wansheng»—«Xihe»                                          | 43,3         | 28                          |
| (1)     | 6 грудня 2017   | —                   | 31                | Кільцева                                                   | 38,6         | 31                          |
| (1)     | 6 вересня 2017  | —                   | 6                 | «Taipingyuan»—«Terminal 2»                                 | 10,9         | 6                           |

## Розвиток
На квітень 2019 року будується розширення лінії 10, та ще 6 нових ліній. Всі лінії планують добудувати до кінця 2020 року.

## Галерея

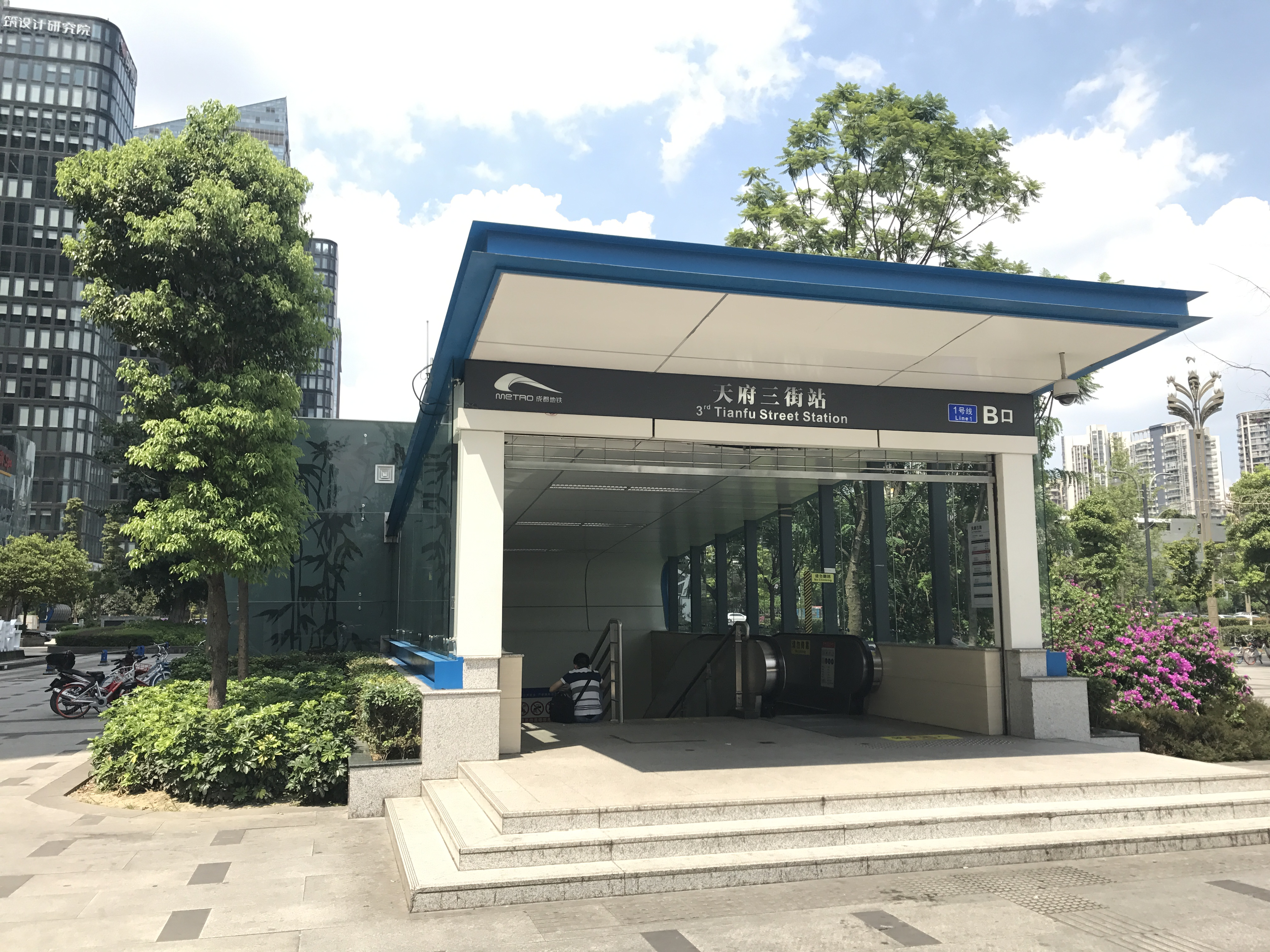
Вихід Б зі станції 3rd Tianfu Street
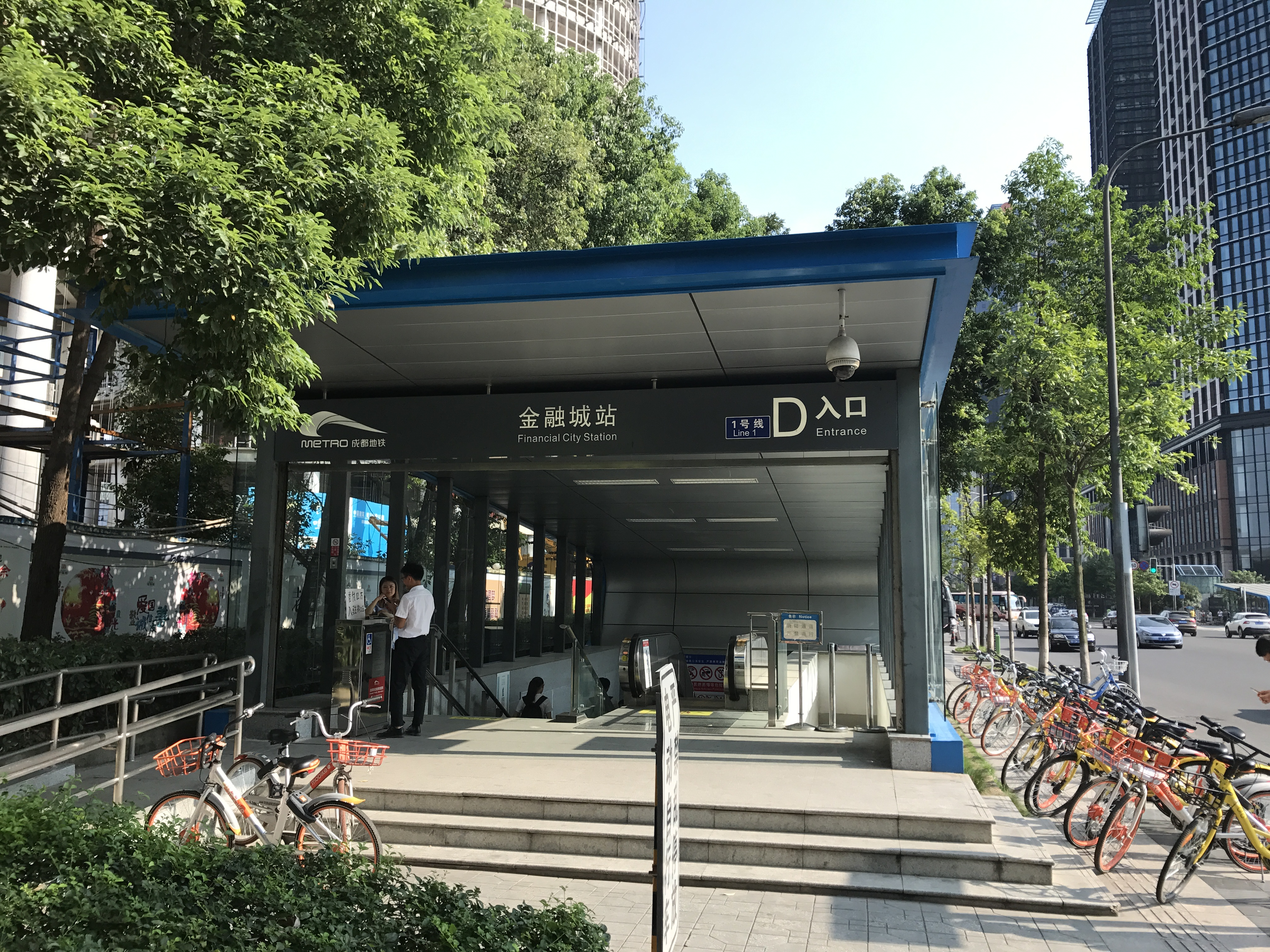
Вихід Д зі станції Financial City
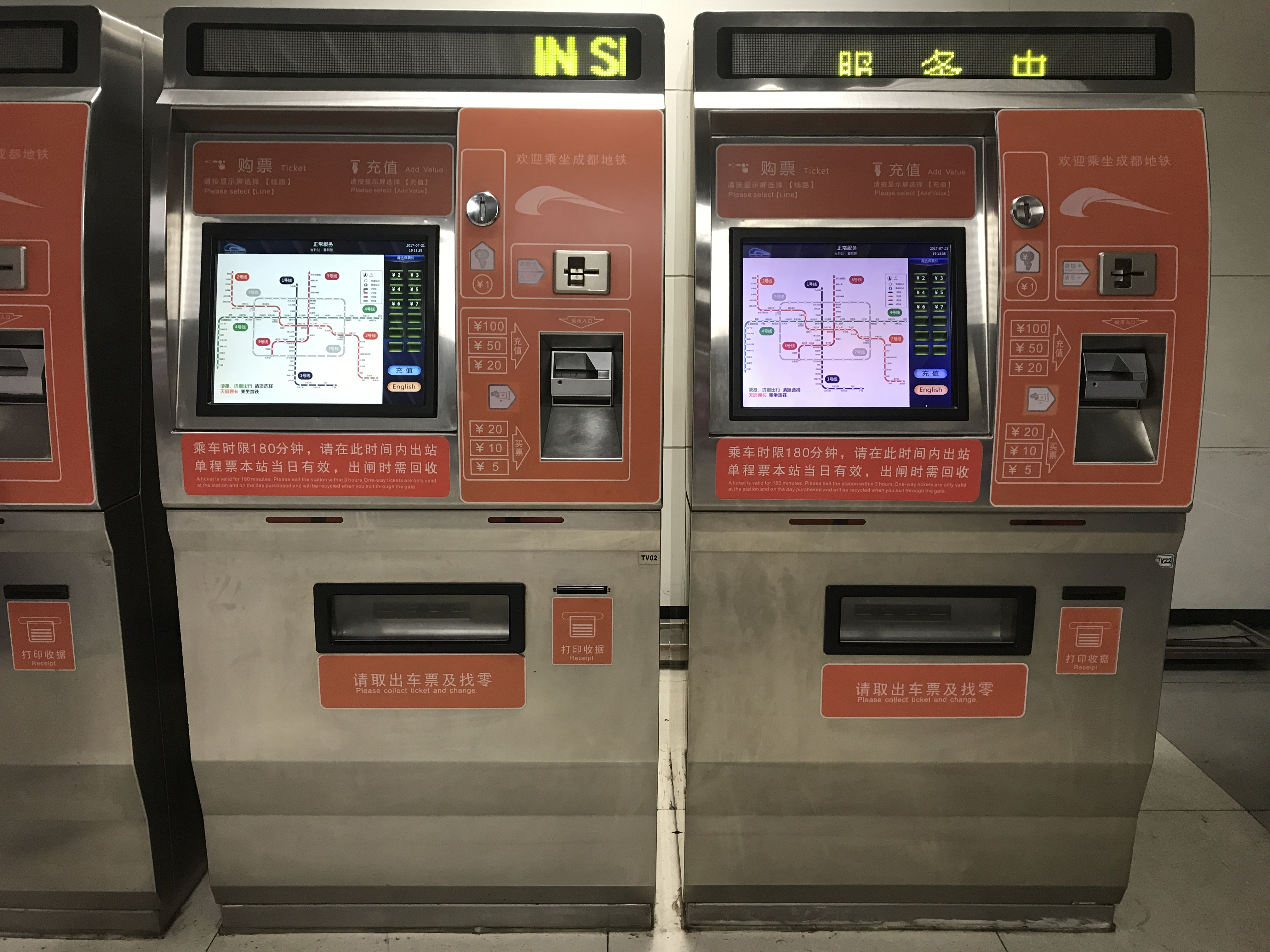
Квиткові автомати на станції Chunxi Road
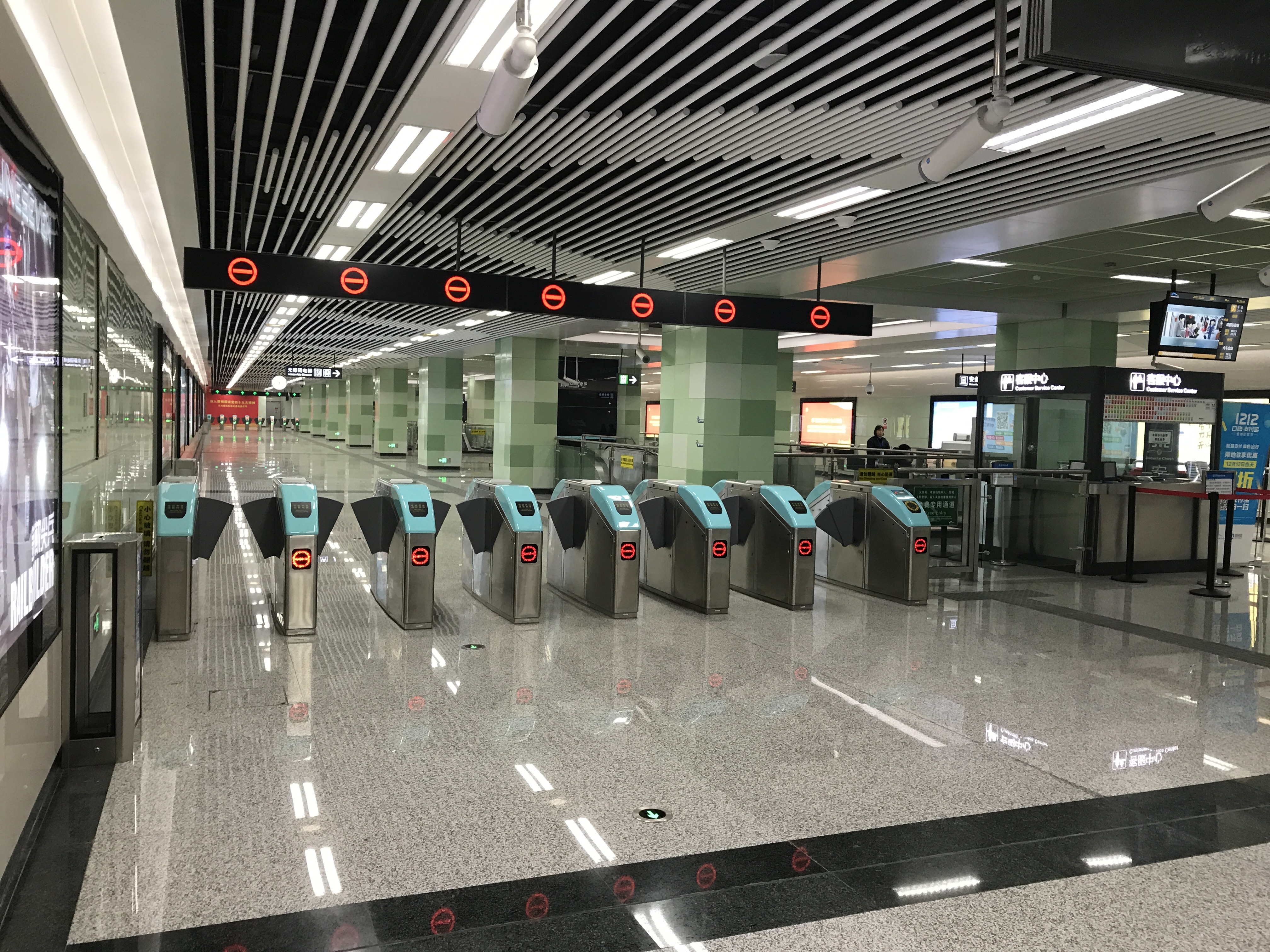
Турнікети на станції Concourse in Cuijiadian
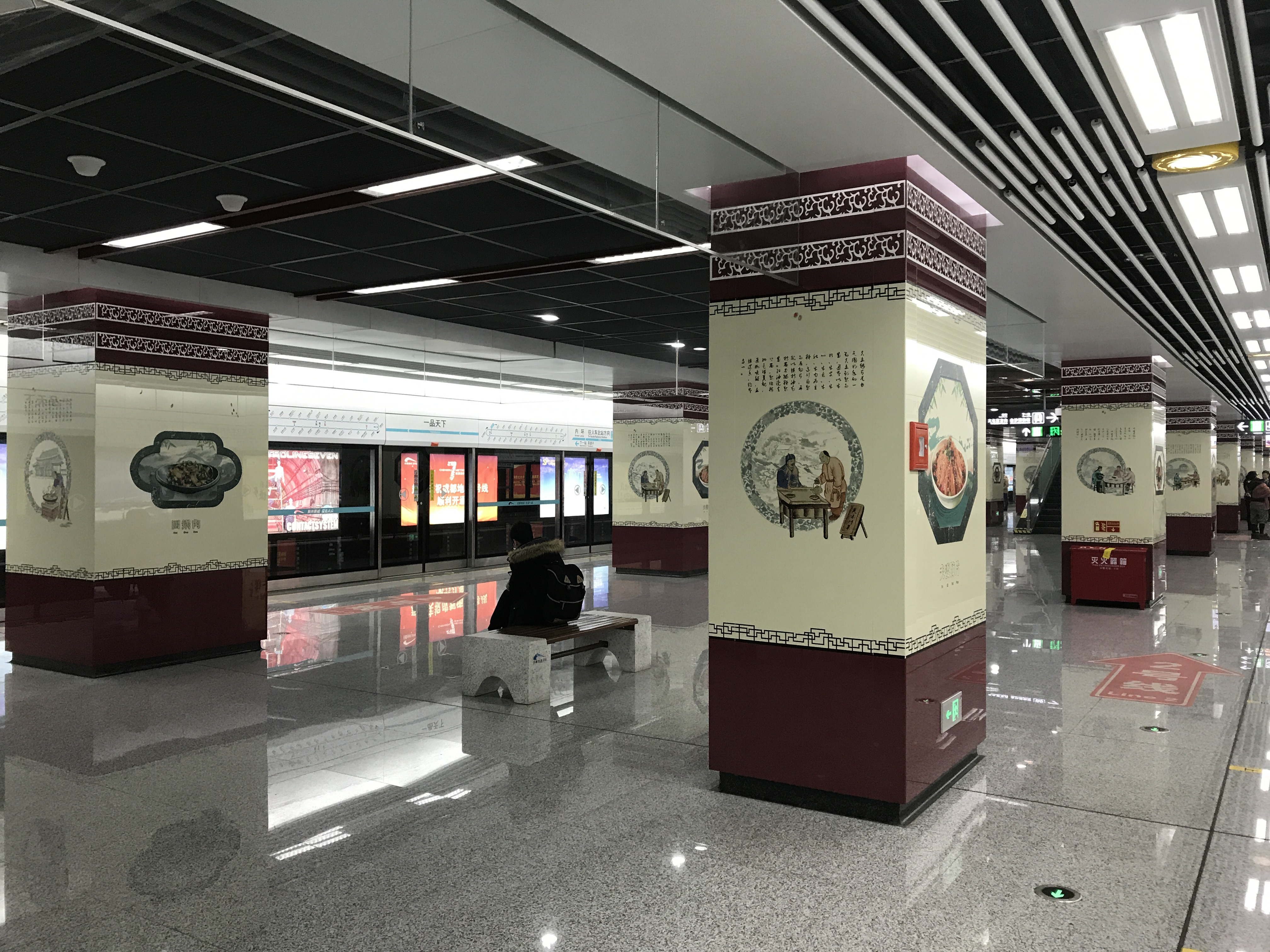
Платформа станції Yipintianxia
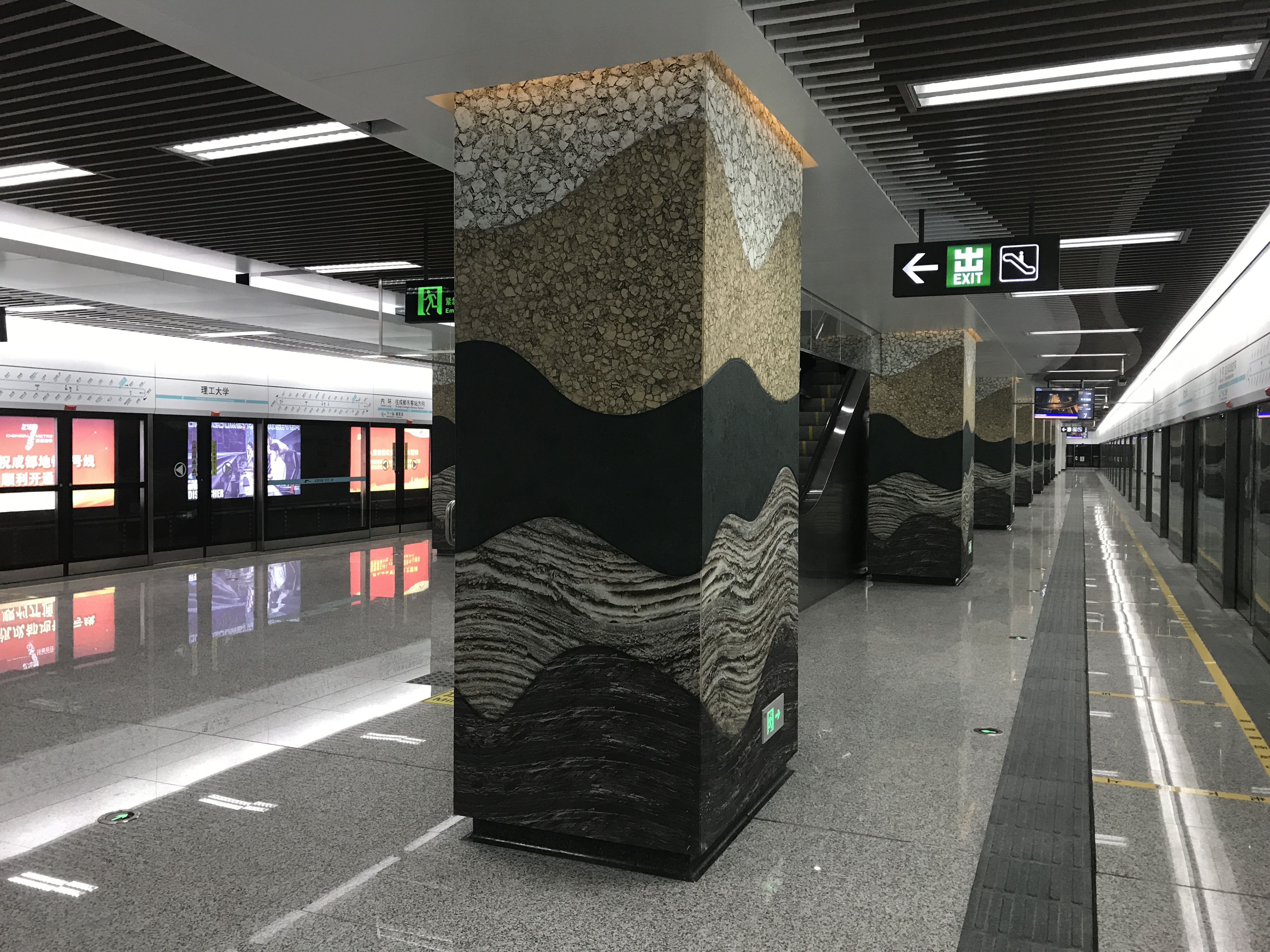
Платформа станції Chengdu University of Technology
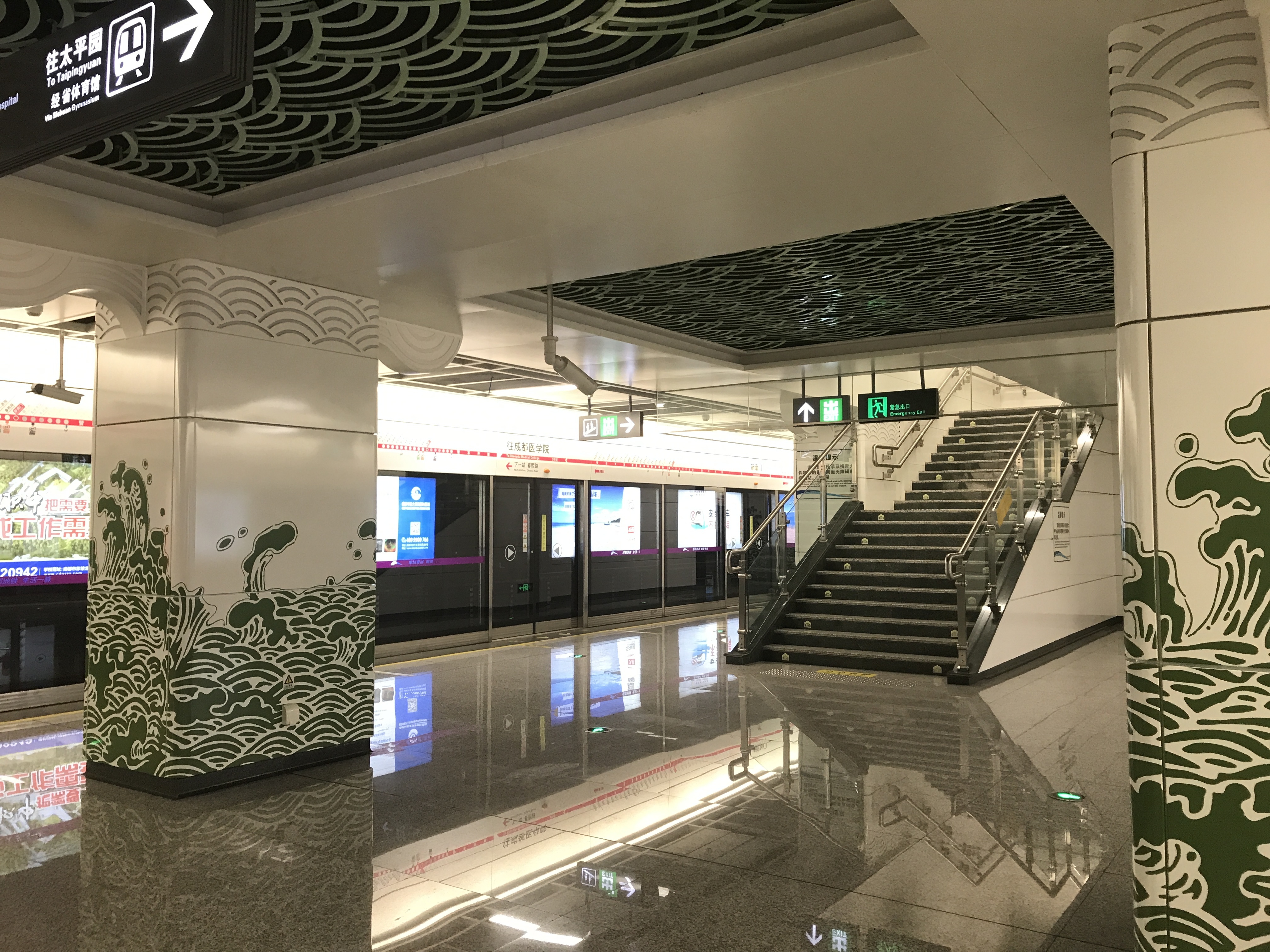
Платформа станції Xinnanmen
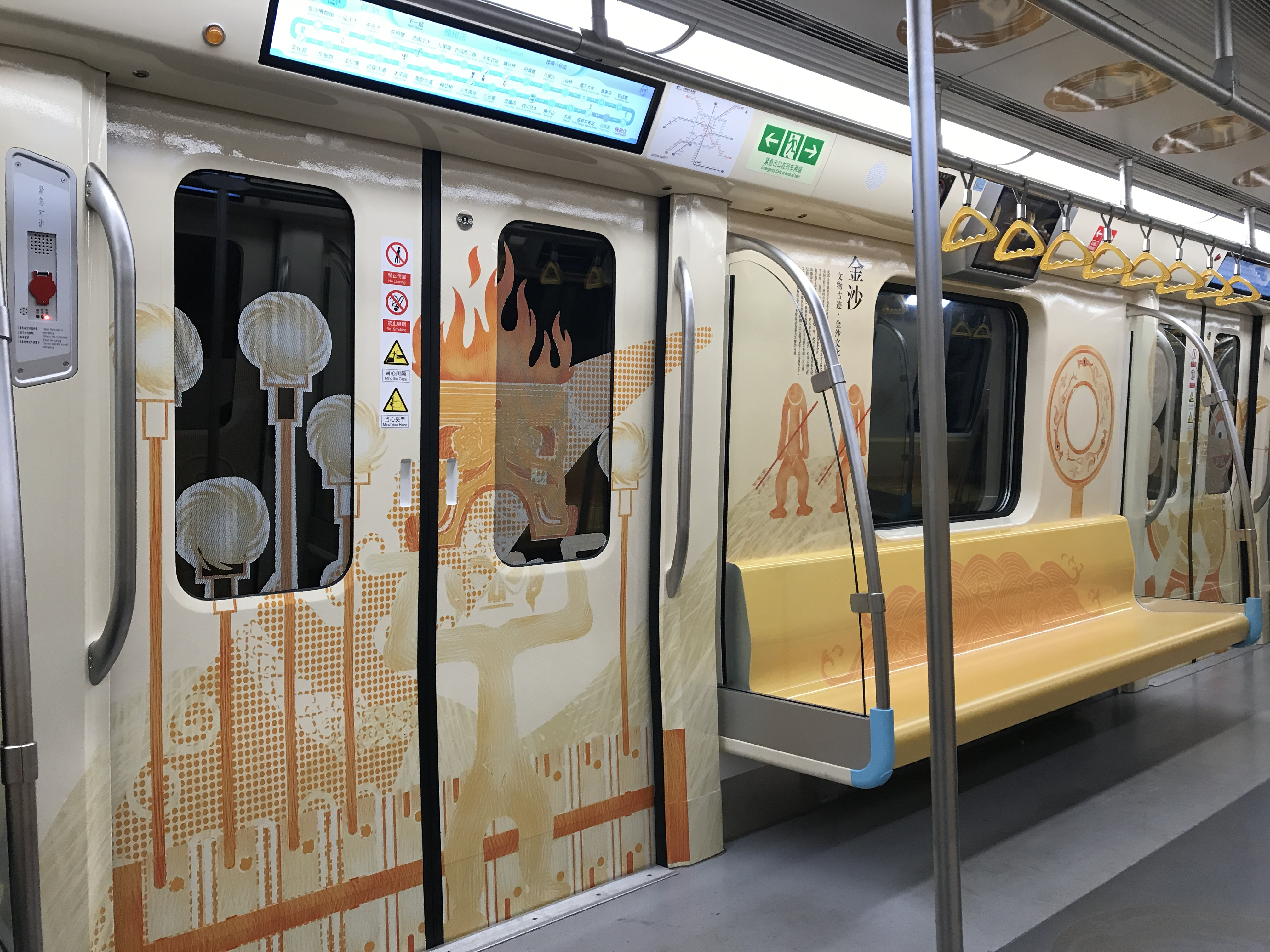
Всередині вагона кільцевої лінії